# 戦時買収私鉄
戦時買収私鉄（せんじばいしゅうしてつ）とは、1941年（昭和16年）に公布された改正陸運統制令によって、1943年（昭和18年）度、1944年（昭和19年）度に国有化された日本の民間鉄道会社22社を指す。

## 概説
1906年（明治39年）に施行された鉄道国有法以降、数多くの私鉄が国有化されたが、これらの路線は主として鉄道敷設法に規定する予定線であることが多かった。しかし、改正陸運統制令に基づく戦時買収は、大東亜戦争（太平洋戦争）完遂のための軍事目的を前面に押し出したもので、当時の国家総動員法などに基く強制的なものであった。
その方法は、突然買収対象となった私鉄会社の関係者が電報一本で呼び出され、行った先で有無を言わせず書類に押印を強要するといったもので、押さなければ国家総動員法により処罰されるばかりか、「非国民」扱いされるために従わざるを得なかったというものである。
買収代金の支払いは戦時公債によって行われたため、実質的には換金不可能であった。また、買収路線は戦争終了後には（建前では）元の会社に戻すことが条件づけられていたため、会社を解散することは禁止されていた（ただし、事業が継続できなくなったために休眠会社となった後に事実上解散した会社はある）。買収は鉄道施設のみであり、必ずしも全ての路線や付帯事業が買収された訳ではなかったため、相模鉄道のように他の路線の営業を継続したり、中国鉄道（現：中鉄バス）や鶴見臨港鉄道（現：東亜リアルエステート）のように、バス部門や不動産業などの営業を継続し、現存している会社もある。
そのため戦後、一部の被買収会社から買収路線の払下げ要求が出されたことがあったが、国鉄時代は一つとして実現されなかった。これは、日本国有鉄道（国鉄）発足直前の1949年（昭和24年）と発足後の1951年（昭和26年）に鉄道払下げ法案が国会に提出されたものの、いずれも審議未了で廃案になったことや、買収された私鉄の多くが産業用鉄道であり、財閥との資本関係が強いものであったため、財閥解体などを推し進める連合国軍最高司令官総司令部（GHQ/SCAP）の方針に反するものであったからであるといわれている。また、支払われた戦時公債による買収代金は戦後のインフレーションによって価値を失い、実質的に買い戻しが困難な状況でもあった。更に沿線住民が国鉄路線のままにすることを望んだほか、ほとんどの路線が赤字路線であったため被買収会社としても引き受けるメリットがなくなった事情があった。その後も、相模線については返還に向けた動きはあったものの、相模鉄道と国鉄との交渉がまとまらなかったことや、当時赤字路線であったことなどから実現には至らなかった。
2020年（令和2年）現在、戦時買収路線で被買収会社の元に戻った例は、富山地方鉄道富山港線（旧富岩線）のみである。こちらはライトレール化に伴いJR西日本から第三セクターの富山ライトレールに転換し、後に富山駅での南北連絡に伴い富山地方鉄道富山軌道線と一元運営されることとなったため、その前段階として運営会社の合併が成立したものである。ただし、富山港線はライトレール化にあたって一部区間を新設した併用軌道に付け替えているため、厳密には買収当時の路線が全て復した訳ではない。

## 買収路線一覧
| 買収年月日   | 会社名                 | 所在地               | 買収価格     | 対象区間   | 買収後 所属路線 | 変遷                                                            |
| ------------ | ---------------------- | -------------------- | ------------ | ---------- | --------------- | --------------------------------------------------------------- |
| 1943年4月1日 | 小野田鉄道             | 山口県               | 543,094円    | 全線       | 小野田線        | 宇部西線へ編入後、小野田線に再度改称                            |
| 1943年5月1日 | 宇部鉄道               | 山口県               | 11,632,101円 | 全線       | 宇部東線        | 宇部線に改称                                                    |
| 1943年5月1日 | 宇部鉄道               | 山口県               | 11,632,101円 | 全線       | 宇部西線        | 小野田線に改称                                                  |
| 1943年5月1日 | 小倉鉄道               | 福岡県               | 10,096,969円 | 全線       | 添田線          | 日田線を経て日田彦山線および添田線（廃止）に分離                |
| 1943年6月1日 | 富山地方鉄道           | 富山県               | 4,326,826円  | 富岩線     | 富山港線        | 民営化後富山ライトレールへ移管、2020年2月に富山地方鉄道に合併。 |
| 1943年6月1日 | 播丹鉄道               | 兵庫県               | 14,632,140円 | 全線       | 加古川線        |                                                                 |
| 1943年6月1日 | 播丹鉄道               | 兵庫県               | 14,632,140円 | 全線       | 高砂線          | 廃止                                                            |
| 1943年6月1日 | 播丹鉄道               | 兵庫県               | 14,632,140円 | 全線       | 北条線          | 北条鉄道へ移管                                                  |
| 1943年6月1日 | 播丹鉄道               | 兵庫県               | 14,632,140円 | 全線       | 三木線          | 三木鉄道へ移管後廃止                                            |
| 1943年6月1日 | 播丹鉄道               | 兵庫県               | 14,632,140円 | 全線       | 鍛冶屋線        | 廃止                                                            |
| 1943年7月1日 | 鶴見臨港鉄道           | 神奈川県             | 16,896,808円 | 全線       | 鶴見線          |                                                                 |
| 1943年7月1日 | 産業セメント鉄道       | 福岡県               | 6,280,349円  | 全線       | 後藤寺線        |                                                                 |
| 1943年7月1日 | 産業セメント鉄道       | 福岡県               | 6,280,349円  | 全線       | 糸田線          | 民営化後平成筑豊鉄道へ移管                                      |
| 1943年8月1日 | 北海道鉄道             | 北海道               | 8,757,252円  | 全線       | 千歳線          |                                                                 |
| 1943年8月1日 | 北海道鉄道             | 北海道               | 8,757,252円  | 全線       | 富内線          | 廃止                                                            |
| 1943年8月1日 | 伊那電気鉄道           | 長野県               | 21,754,657円 | 全線       | 飯田線          |                                                                 |
| 1943年8月1日 | 三信鉄道               | 愛知県 静岡県 長野県 | 16,354,924円 | 全線       | 飯田線          |                                                                 |
| 1943年8月1日 | 鳳来寺鉄道             | 愛知県               | 3,145,516円  | 全線       | 飯田線          |                                                                 |
| 1943年8月1日 | 豊川鉄道               | 愛知県               | 19,803,071円 | 全線       | 飯田線          |                                                                 |
| 1944年4月1日 | 青梅電気鉄道           | 東京都               | 20,202,378円 | 全線       | 青梅線          |                                                                 |
| 1944年4月1日 | 南武鉄道               | 神奈川県 東京都      | 27,443,962円 | 全線       | 南武線          |                                                                 |
| 1944年4月1日 | 南武鉄道               | 神奈川県 東京都      | 27,443,962円 | 全線       | 五日市線        |                                                                 |
| 1944年5月1日 | 宮城電気鉄道           | 宮城県               | 24,005,946円 | 全線       | 仙石線          |                                                                 |
| 1944年5月1日 | 南海電気鉄道           | 大阪府 和歌山県      | 63,894,384円 | 山手線     | 阪和線          |                                                                 |
| 1944年5月1日 | 西日本鉄道             | 福岡県               | 14,063,499円 | 糟屋線     | 香椎線          |                                                                 |
| 1944年5月1日 | 西日本鉄道             | 福岡県               | 14,063,499円 | 宇美線     | 勝田線          | 廃止                                                            |
| 1944年6月1日 | 相模鉄道               | 神奈川県             | 3,900,000円  | 相模線     | 相模線          |                                                                 |
| 1944年6月1日 | 飯山鉄道               | 長野県 新潟県        | 9,350,000円  | 全線       | 飯山線          |                                                                 |
| 1944年6月1日 | 中国鉄道               | 岡山県               | 11,718,639円 | 全線       | 津山線          |                                                                 |
| 1944年6月1日 | 中国鉄道               | 岡山県               | 11,718,639円 | 全線       | 吉備線          |                                                                 |
| 1944年7月1日 | 奥多摩電気鉄道（未成） | 東京都               | 7,170,000円  | （免許線） | 青梅線          | 買収日より営業開始                                              |
| 1944年7月1日 | 胆振縦貫鉄道           | 北海道               | 9,484,302円  | 全線       | 胆振線          | 廃止                                                            |

## 参考項目
- 陸上交通事業調整法
- 日本の国有鉄道に編入された鉄道の一覧
- 買収国電
- 買収気動車
- 鉄道会議